# لانسي (سويسرا)
لانسي (بالفرنسية: Lancy)‏ هي بلدية تقع في كانتون جنيف في سويسرا.

## أعلام
- نيكولا بوفير